# Therese Mogger
Therese Mogger (* 1875 in Ottobeuren als Therese Geiger; † 1956) war eine deutsche Architektin. Sie wurde als erste Frau 1919 in den Bund Deutscher Architektinnen und Architekten (damals Bund Deutscher Architekten) aufgenommen.

## Leben und Werk
Therese Geiger stammte aus einer wohlhabenden Familie, die in Ottobeuren im Benediktinerkloster eine Brauerei betrieb. Sie besuchte eine Höhere Schule und schloss eine Ausbildung zur Lehrerin ab, bevor sie Emil Mogger heiratete. Das Paar hatte drei Söhne.
Ihr Interesse an Kunst und Architektur wurde durch einen Jugendfreund und entfernten Verwandten, dem Architekten Lothar Gaßner (1854–1889), gestärkt. Sie machte Anfang der 1900er Jahre eine Erbschaft, die sie wirtschaftlich unabhängig werden ließ. Dies ermöglichte ihr nach der Scheidung von ihrem Ehemann den Besuch von Vorlesungen der Fakultät Architektur an der damaligen Technischen Hochschule München. Frauen waren ab 1904 an Bayerischen Universitäten als Gasthörerinnen zugelassen. Damit aber ihr Lehrerinnenexamen als ausreichende Zulassungsvoraussetzung für die Gasthörerschaft akzeptiert wurde, musste sie Überzeugungsarbeit leisten. Ihre Familie bewertete den gewählten Lebensweg als unpassend für eine Frau ihres Standes und distanzierte sich von ihr.
An der Hochschule in München lernte Mogger Elisabeth von Knobelsdorff kennen, mit der sie ihr Studium 1909 an der Technischen Hochschule (Berlin-)Charlottenburg fortsetzte. Während sich von Knobelsdorff immatrikulierte und den akademischen Grad Diplom-Ingenieur (sic!) erlangte, war Mogger vermutlich wieder Gasthörerin. Während der Studienzeit sammelte sie bei einem Baumeister am Bodensee und in einem Architekturbüro in Mühlheim erste Praxiserfahrung. Sie fertigte Entwürfe für Wohnungsbauprojekte.
Ab 1911 verlegte sie ihren Lebensmittelpunkt ins Rheinland, ab 1912 war sie im Adressbuch der Stadt Düsseldorf als Mogger, Therese, Architektin mit Wohnsitz Schadowstraße 21² und schon mit einem Telefonanschluss verzeichnet. Bei der Eröffnung ihres Architekturbüros bewies Therese Mogger ihr Können zuerst bei eigenen Projekten. Sie kaufte ab 1911 Grundstücke und errichtete dort als Investorin Mehrfamilienwohnhäuser im kurz zuvor eingemeindeten Stadtteil Gerresheim. Es handelte sich dabei um Gebäude mit zentral oder seitlich angeordneten Treppenhäusern und ein bis zwei Wohnungen pro Geschoss. Die großzügigen Wohnräume waren zur Straße ausgerichtet, hofseitig gab es neben dem Treppenhaus die Küchen mit Nebenräumen und ggf. auch Schlafräume. Die Fassaden waren durch Risalite und geometrische Ornamente gegliedert. Bewohnt wurden die Häuser von Angehörigen der städtischen Mittelschicht. An die gleiche Kundschaft richtete sich die bebilderten Beilage eines Lokalblatts. Dort präsentierte Mogger Entwürfe kompakter Einfamilienhäuser zu günstigen Preisen. Sie konzipierte die Häuser auf großen Grundstücken mit Küchengärten, Beeten und Sträuchern. Die Kundschaft konnte zwischen verschiedenen Fassadentypen auswählen.
Die Berufsbezeichnung Architekt war zu Moggers Zeiten noch nicht gesetzlich geschützt. So nutzten beispielsweise entwerfende Meister aus den Bauberufen diese Bezeichnung. Auch Mogger konnte sich ohne regulären Studienabschluss als Architektin selbstständig machen. Um Qualitätsunterschiede in der Berufsausübung zu verdeutlichen, legten deshalb die Berufsverbände hohe Maßstäbe an die Qualifikation ihrer Mitglieder. Der Bund Deutscher Architekten (BDA) verlangte vor jeder Neuaufnahme drei Empfehlungsschreiben von BDA-Mitgliedern als Nachweis einer hohen Qualifikation. Mogger wurde 1919 als erste Frau in den BDA berufen.
Nach dem Ersten Weltkrieg löste sich Mogger vom traditionellen Baustil und wandte sich dem Neuen Bauen zu. Flachdächer, kubische Volumen, horizontale Fensterbänder und spannungsreiche Fassaden lösten geneigte Dächer und symmetrische Fassaden ab. Sie errichtete nun auch Infrastrukturgebäude, wie eine Kindertagesstätte, ein Vereinshaus mit Gewerbenutzung und Wohngebäude für Alleinstehende, Kinderreiche oder Arbeiter.
Mogger blieb bis 1947 in Düsseldorf wohnhaft. Sie wechselte mehrfach die Adresse, legte jedoch immer Wohnung und Büro zusammen. Sie konnte ihr Büroarchiv durch Auslagerung zu ländlichen Verwandten vor der Zerstörung im Zweiten Weltkrieg schützen.
Mogger starb 1956 und wurde in Ottobeuren beigesetzt.

## Engagement

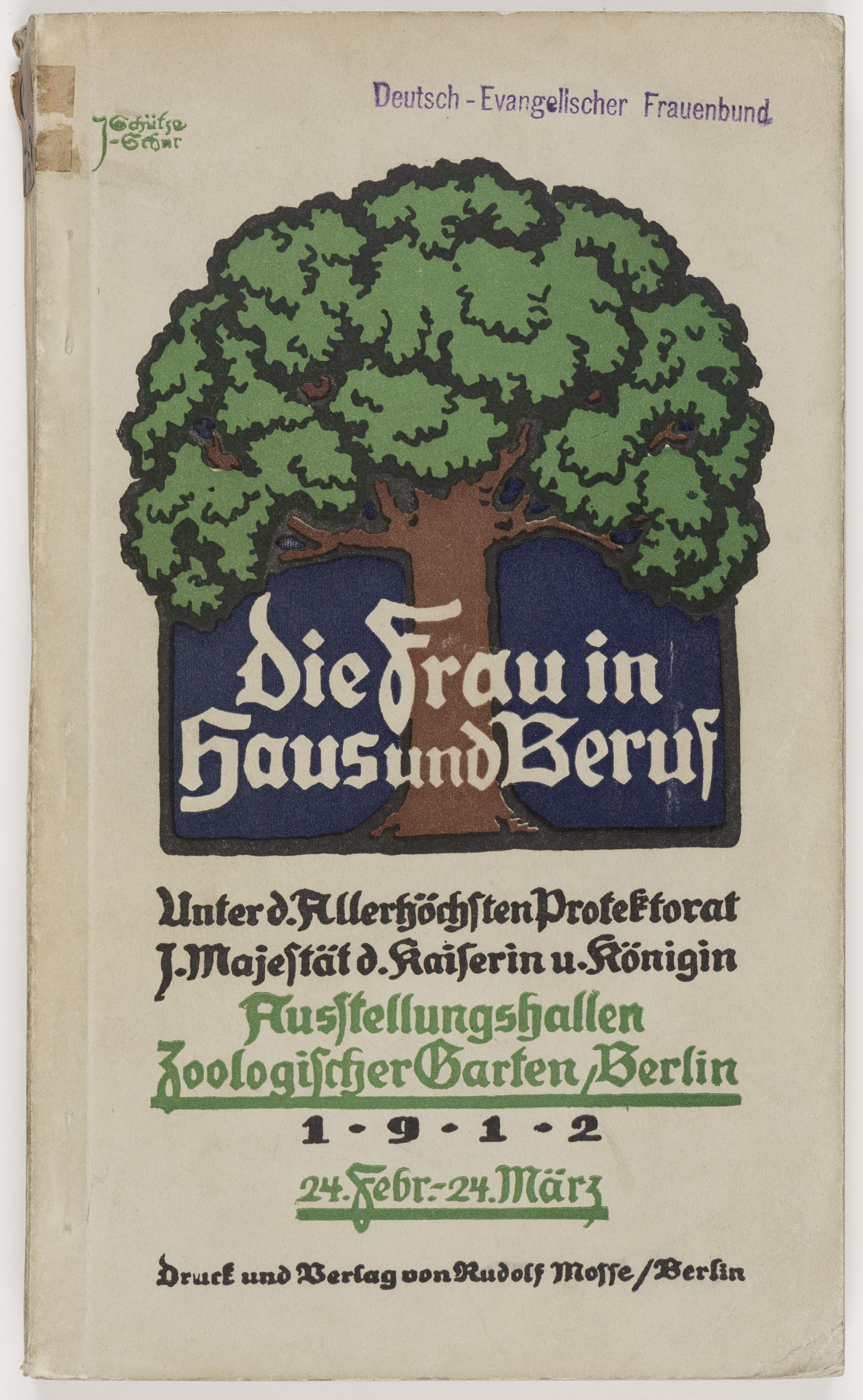
Die Frau im Haus und Beruf 1912 Katalog

Im Jahr 1911 wurde der Verein Düsseldorfer Künstlerinnen e. V. gegründet. Therese Mogger engagierte sich dort als langjährige 1. Vorsitzende für die Ziele des Vereins, der die künstlerischen Leistungen von Frauen sichtbar machen und Ausstellungsmöglichkeiten für die Künstlerinnen schaffen wollte.
Vom 24. Februar bis 24. März 1912 fand in den Ausstellungshallen am Zoologischen Garten in Berlin die Ausstellung „Die Frau in Haus und Beruf“ statt. Diese Ausstellung wurde vom Lyceum-Club Berlin als selbstbewusstes, bourgeoises Statement gegen antifeministische Strömungen veranstaltet und zeigte die Arbeit und bereits erreichte Ziele auf dem Weg zur Emanzipation der Frauen. Therese Mogger beteiligte sich neben Elisabeth von Knobelsdorff und Emilie Winkelmann an der Ausstellung. Sie steuerten Darstellungen ihrer Projekte bei. Winkelmann bestritt den Hauptteil der Ausstellung. Mogger stellte einem Entwurf für ein Herrenhaus und Entwürfe für Einfamilienhäuser in Düsseldorf aus. Von Knobelsdorff zeigte ihre Diplomarbeit, ein Mietshaus und den Entwurf für ein Gemeindehaus in Jakobsdorf. Dies war die erste umfassende Präsentation der Arbeit von Frauen als Gebäudeplanerinnen und zugleich die erste Schau von Architektinnen in Deutschland.
Lilly Reich und Else Oppler-Legband planten eine weitere Schau der Leistungen von Frauen auf der Kölner Werkbundausstellung 1914. Für das „Haus der Frau“ wurde ein Wettbewerb für Architektinnen aus Österreich und Deutschland initiiert. Mogger veröffentlichte 1913 einen offenen Brief in der Fachzeitschrift „Der Profanbau“, in dem sie die Auslobungmodalitäten des Wettbewerbs stark kritisierte. Zu den Versäumnissen der dilettantischen Organisation führte sie eine mangelhafte Öffentlichkeitsarbeit, unzureichende Fristen und lückenhafte Auslobungstexte an. Pepchinski macht geltend, dass Mogger sich damit von den Innenarchitektinnen und Kunstgewerblerinnen distanzieren wollte, die weder über ein akademisches Studium noch über Praxis in der Planung und Anwendung von Baukonstruktionen verfügten. Die Kunstgewerblerinnen hätten durch die Art der Ausschreibung Architektinnen als Fachfrauen ignoriert.

Plakat Bugra Leipzig 1914

Trotz ihrer scharfen Kritik am Wettbewerb stellte Mogger zusammen mit Elisabeth von Knobelsdorff im „Haus der Frau“ in Köln aus. Auch bei einem weiteren Projekt präsentierten beide ihre Arbeiten. Für die Internationale Ausstellung für Buchgewerbe und Graphik (BUGRA) 1914 in Leipzig präsentierte Mogger Fotos von ihren in Bau befindlichen bzw. fertiggestellten Projekten sowie ein Modell.

## Ausstellungen (Auswahl)
- 1912: Die Frau in Haus und Beruf, vertreten mit Nr. 3a) Entwurf für das Herrenhaus von Gut Halbersberg (Bayern)[8]
- 1914: Kölner Werkbundausstellung
- 1914: Die Frau im Buchgewerbe und in der Graphik; Sondergruppe der Weltausstellung für Buchgewerbe und Graphik, vertreten mit Nr. 476 Photographien von gebauten und im Bau begriffenen Häusern, Modell[9]
- 1920: Kunstausstellung im städtischen Kunstpalast Düsseldorf, vertreten mit Nr. 1724 Landhaus des Herrn Beigeordn. Schweling, Modell, Nr. 1725 Schlößchen Halbersberg, Bayern, Zeichn., Nr. 1725 Arbeiterhäuser, Aquarell,[10]
- 1922: Kunstausstellung im städtischen Kunstpalast Düsseldorf, vertreten mit Nr. 1662 Diele, Aquarell, Nr. 1663 Diele, Aquarell[11]
- 1930: Juryfreie Kunstausstellung Düsseldorf 1930, vertreten mit Nr. 437 Landhaus für Kaiserswerth, Häuserblock[12]

Posthum
- 2017: „Frau Architekt“, Deutsches Architekturmuseum, Frankfurt am Main (mit Arbeiten von Therese Mogger)[13]
- 2020: „Frau Architekt“, in der Architektenkammer Nordrhein-Westfalen, im Haus der Architekten (Düsseldorf)[14]